# Лагунные народы

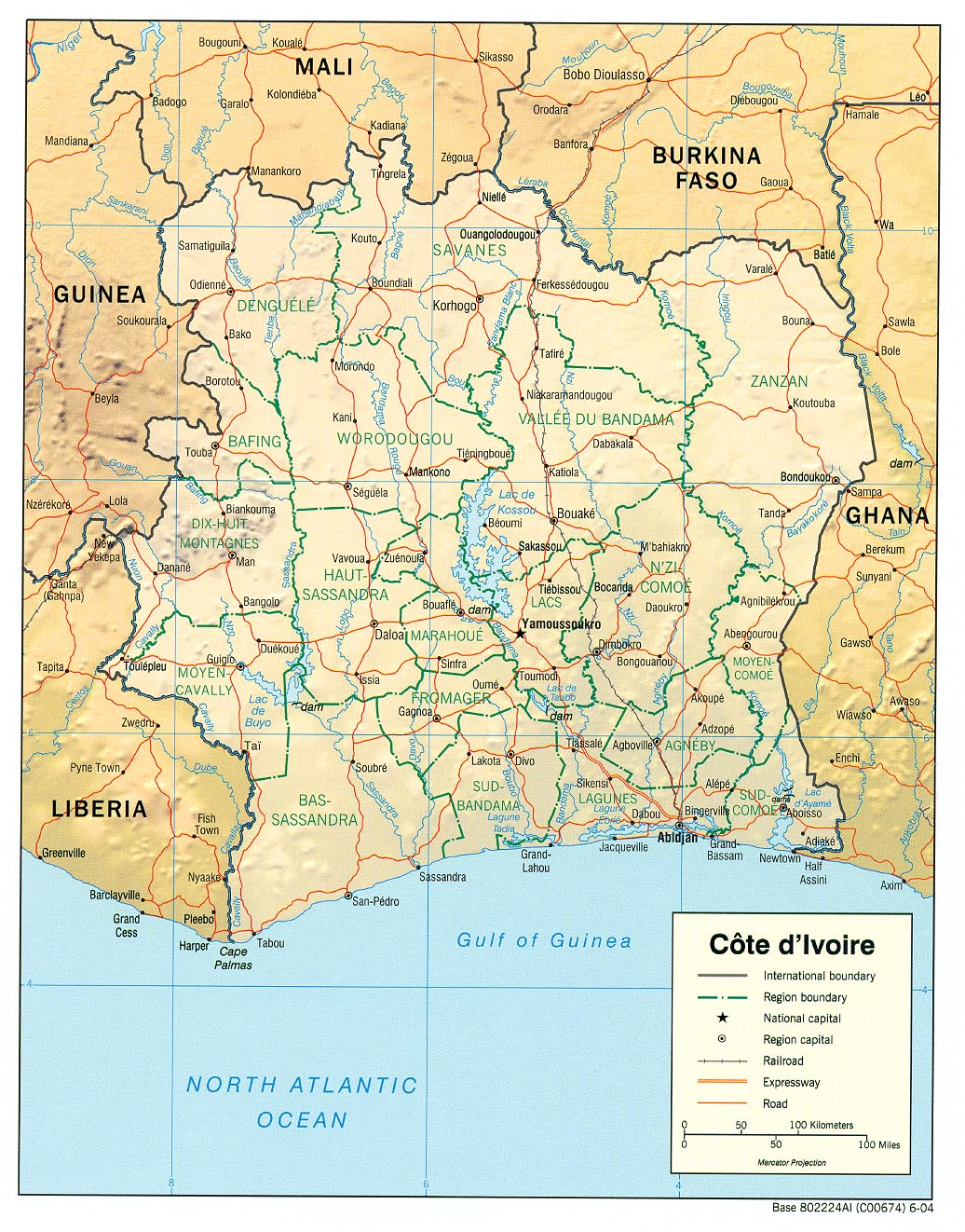
Карта Кот-д’Ивуара

Лагунные народы — группа народов общей численностью 600 тыс. чел. Основная страна расселения Кот-д’Ивуар (450 тыс. человек).

## Общие сведения
В юго-восточных районах страны, включая прилегающую к лагунам часть побережья. Эти немногочисленные народы считаются более древними жителями этой зоны, чем бауле и аньи. Под названием «лагунные народы» объединены приблизительно 15 родственных между собой по языку и культуре племен. Наиболее крупные из них атие (акие) и абе, аби (свыше 50 % всех лагунных народов), размещенные в районах с центрами в Ад-зопе и Агбовиле соответственно. Племена абуре, метьибо, ала-диан, авикам, эсума, нзима и др. живут на самом берегу океана и вдоль лагун..

## Язык
Говорят на языках группы ква, нигеро-конголезской семьи (кордофанская семья), абуре и метьибо — на языках группы вольта-комоэ аканские языки.
.

## Религия
Придерживаются в основном традиционных верований, есть католики и протестанты (методисты), приверженцы христианско-африканских сект.(Религии Африки)

## Население

### Занятия
Основные занятия — тропическое ручное земледелие (ямс, таро, бананы, масличная пальма, товарные культуры — кофе, какао, бананы, ананасы).
Рыболовство, отходничество в города и на плантации.
Развиты резьба по дереву (маски, скульптура, гребни, мебель, двери жилищ), керамика.Ткачество (ткани для традиционной суданской одежды бубу). (Токарева 1998: 175).

### Жилище
Поселения компактные. Преобладают прямоугольные каркасно-столбовые дома с плетёнными из веток стенами, обмазанными глиной, и высокой двускатной крышей из листьев пальмы-рафии. (Токарева 1998: 145).

### Одежда
Традиционная одежда утрачена.

### Еда
Основная пища — банановая каша, ямс, таро, рыба, овощи, пальмовое масло, острые подливки.

### Традиционные верования
Культы сил природы.